# Ленский разряд

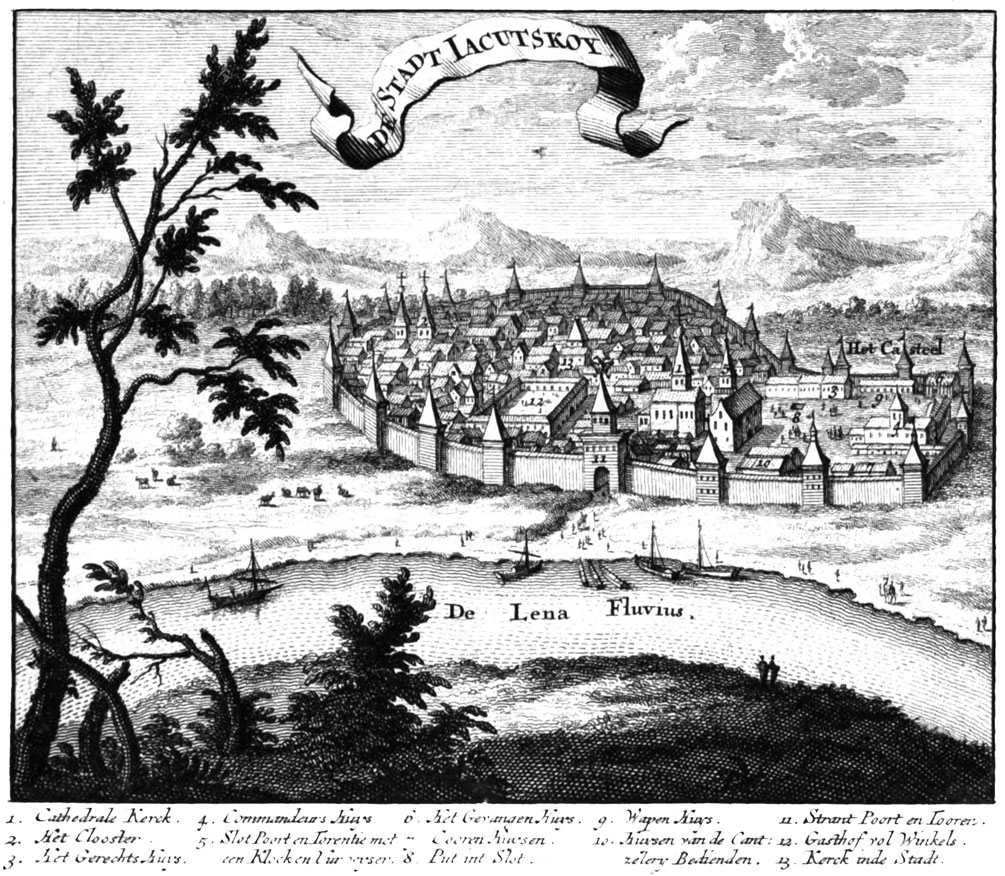
Якутск в XVII веке. Гравюра Николааса Витсена. 1692 год

Ленский разряд — самый восточный разряд Русского царства, существовавший в 1638—1708 годах.

## История
Разряд был образован на базе колонии енисейских казаков, которые достигли средней Лены и принялись собирать ясак с местных жителей. Административным центром разряда стал основанный Петром Бекетовым в 1632 году Ленский острог (впоследствии Якутск). Ленский разряд стал плацдармом для освоения Россией территорий Дальнего Востока. Семён Дежнёв осваивает Чукотку, Владимир Атласов — Камчатку.
В 1665 году толпа вольницы, предводительствуемая Никитой Черниговским, убила в Киренске якутского воеводу Лаврентия Обухова. Боясь наказания, Черниговский с некоторыми из своей шайки бежал на Амур и поселился в Албазине, который после разгрома Степанова был пуст, как почти и все русские остроги, основанные по Амуру Хабаровым и Степановым. Албазин был тогда главным пунктом на Амуре.
При Петре I воеводство было реорганизовано и слилось с вновь образованной Сибирской губернией.

## География
Воеводство в период своего наибольшего расширения охватывало бассейн реки Лены, включало в себя побережье Охотского моря, Чукотский полуостров, Камчатку и, временно, Забайкалье. Северной границей было Студёное море, южной — Становой хребет, поскольку экспедиция в Приамурье Пояркова (1643—1646) не достигла поставленных целей.

## Управление
Главой разряда был назначаемый правительством воевода, который осуществлял свою власть через приказчиков и якутских казаков, которые сидели по острогам и совершали исследовательские, завоевательные или карательные экспедиции небольшими ватагами во главе с пятидесятниками. Духовная власть осуществлялась через религию. В административном центре разряда имелись деревянные православные храмы и Спасский мужской монастырь. 

## Главные опорные пункты разряда (остроги)
- Анадырский острог (1649)
- Верхоянск (1638)
- Вилюйск (1634)
- Жиганск (1632)
- Зашиверск (1639)
- Колымский острог (1643)
- Олёкминск (1635)
- Охотск (1647)
- Нижне-Камчатский острог (1697)

## Известные якутские воеводы
- 1639—1644 Головин Пётр Петрович — первый якутский воевода.
- 1644—1649 Пушкин Василий Никитич
- 1649—1651 Францбеков Дмитрий Андреевич
- 1675—1678 Барнешлев Андрей Афанасьевич
- 1687—1690 П. П. Зиновьев — конец XVII века
- Гагарин Иван Петрович — конец XVII века
- 1697—1710 Траурнихт, Дорофей Афанасьевич
- 1725—1730 Иван Иванович Полуэктов